# Cadillac XT5
El Cadillac XT5 es un vehículo deportivo utilitario del segmento E producido por la General Motors bajo su firma de lujo Cadillac. Fue presentado en el Salón del Automóvil de Dubái y en el Salón del Automóvil de Los Ángeles en noviembre de 2015. Fue lanzado en la primavera del 2016 como sucesor del Cadillac SRX. Es el segundo automóvil de Cadillac en usar su nueva nomenclatura alfanumérica (después del turismo CT6) y el primero en utilizar la serie (XT) de Crossover Touring.
Se sitúa en la gama de los SUV de la firma, en los de tamaño mediano-grande, por encima del futuro XT4 y por debajo del ya veterano, Cadillac Escalade. El XT5 es montado en la planta de ensamblaje de GM en Spring Hill, Tennessee mientras que su producción en China corre a cargo de SAIC-GM.
Es, junto con el Cadillac CT6, modelos con que Cadillac quiere meterse nuevamente en Europa, a partir del 2019, mismo año en el que será presentado el hermano pequeño de este modelo, el Cadillac XT4.

## Descripción
Está disponible en varias versiones: Luxury, Premium Luxury y como edición tope de gama: Platinum, en Estados Unidos el precio empieza en 38.995 $. En España, estará de entrada en un precio de 48.800 euros, por el momento sólo con un motor 3.6 V6 atmosférico de 314 CV, el cual está presente también en el Chevrolet Camaro y tiene unas medidas de 4,815 metros de longitud y 2,857 metros de ancho. Este modelo actualmente cuenta con dos tracciones: AWD y FWS.
Entre otras características presentes en este modelo, se encuentra el sistema Electronic Precision Shift, el cual consiste en una palanca de cambios de transmisión controlada electrónicamente, siendo la primera vez que este sistema se implementa en un modelo de Cadillac. También cuenta con cámaras integradas en los retrovisores, las cuales ofrecen alta resolución. Y por último, se encuentra el sistema OnStar 4G LTE, el cual ofrece una conexión inmediata con los sensores del automóvil en caso de accidente u otro cualquier, entre lo que puede ofrecer este sistema se encuentra, un hot spot de wi-fi integrado al vehículo, con el que se puede conectar hasta siete dispositivos y con una señal óptima de hasta 15 metros de alcance.

## Ventas
Fue el SUV de tamaño mediano más vendido en Estados Unidos durante el año 2017, por encima del Lexus NX y del Acura RDX. “El XT5 es el vehículo globalmente más vendido de Cadillac, al igual que el SRX lo fue antes”, dijo Danny Nordlicht, el portavoz de Cadillac. “Estamos muy orgullosos de los niveles de diseño, tecnología y artesanía en el XT5 y en toda la línea de Cadillac, y esto claramente también ha sido apreciado por los clientes”.